# Hans Reck
Hans Reck (* 24. Januar 1886; † 4. August 1937 in Lourenço Marques, Portugiesisch Ost-Afrika, heute Mosambik) war ein deutscher Geologe mit Spezialisierung auf die Vulkanologie.

## Leben
Hans Reck reiste im Sommer 1908 mit Ina von Grumbkow an den Öskjuvatn in Island. Beide führten mit dem Isländer Sigurður Sumarliðason als kundigem Landesführer eine Suchexpedition durch, um das Schicksal des am 10. Juli 1907 unter mysteriösen Umständen auf dem Kratersee des Vulkanmassivs Askja verschollenen, wahrscheinlich ertrunkenen, deutschen Geologen Walther von Knebel – er war Ina von Grumbkows Verlobter – und seines Freundes, des Berliner Landschaftsmalers Max Rudloff, aufzuklären. Ihre Suche blieb jedoch erfolglos. Den Verschollenen zu Ehren errichteten die drei Expeditionsteilnehmer am Westufer des Öskjuvatn eine etwa vier Meter hohe Steinpyramide und meißelten in Lavagestein die Inschrift „† 1907, Walther von Knebel, Max Rudloff“ ein, die in jüngerer Zeit durch eine Metalltafel ersetzt wurde. Hans Reck gelang bei der Suche zugleich die Erstbesteigung des Vulkans Herðubreið. Hans Reck und Ina von Grumbkow heirateten am 9. Februar 1912. Zusammen mit seiner Frau reiste er aus Forschungszwecken nach Afrika. Am Berg Tendaguru im damaligen Deutsch-Ostafrika machten sie Ausgrabungen für das Berliner Museum für Naturkunde. 1913 entdeckte er in der Olduvai-Schlucht das erste dort geborgene Hominini-Fossil, einen rund 20.000 Jahre alten Schädel von Homo sapiens (Archivnummer OH 1 = Olduvai hominid 1).
Im Ersten Weltkrieg blieb Reck bei der deutschen Truppe in Afrika und wurde von den Briten vier Jahre lang interniert. Reck wurde später zum außerordentlichen Professor am Geologisch-Paläontologischen Institut der Friedrich-Wilhelms-Universität zu Berlin berufen. 1931 nahm er an einer Expedition von Louis Leakey, der ihn 1927 in München besucht und seinen Schädelfund begutachtet hatte, in die Olduvai-Schlucht teil, um weiteres fossiles Material zu finden.
Reck wurde vorzeitig pensioniert; er hatte einen angeborenen Herzfehler. Dies hielt ihn aber nicht von seinen zahlreichen Expeditionen ab.
Er starb im August 1937 in Lourenço Marques an einem Herzinfarkt.
Reck war nicht nur Vulkanologe und Paläontologe, sondern auch ein leidenschaftlicher Sammler arabischer Kunst und ein begabter Pianist.
Abgesehen vom Schädel wurde der größte Teil des von Reck in Olduvai gefundenen Skeletts im Zweiten Weltkrieg (1939–1945) durch Bomben zerstört.
Seine Witwe versuchte nach Kriegsende erfolglos, seine in vielen Bänden enthaltenen Feldnotizen zu finden.

## Schriften
Hans Reck war ab 1923 Mitherausgeber der Zeitschrift für Vulkanologie. Sein Hauptwerk war die Erforschung des Vulkans von Santorin, wofür er die Ehrendoktorwürde der Universität Athen erhielt. Folgende Monographien sind unter seiner Autorenschaft erschienen:
- Island. Eine naturwissenschaftliche Studie (Stuttgart, 1912) (online)[5]
- Die Hegau-Vulkane (Berlin, 1923)
- Wissenschaftliche Ergebnisse der Oldoway-Expedition 1913 (Leipzig, 1925 und 1937)
- Oldoway. Die Schlucht des Urmenschen (Leipzig, 1933)
- Santorin. Der Werdegang eines Inselvulkans und sein Ausbruch (3 Bände, Berlin, 1936)
- gemeinsam mit Ludwig Kohl-Larsen: Erster Überblick über die jungdiluvialen Tier- und Menschenfunde Dr. Kohl-Larsens im nordöstlichen Teil des Njarasa-Grabens (Ostafrika). In: Geologische Rundschau. Band 27, 1936, S. 401–441.